# 杜瑞清
杜瑞清（1943年12月19日—2019年11月20日），男，陕西扶风人，中国英语语言文学专家，西安外国语学院原院长。

## 生平
1943年12月19日出生于陕西省扶风县。1967年9月本科毕业于西安外国语学院英语系，后留校工作，历任英语系副主任、主任、教务处处长、院长助理等职务。1979年至1981年由教育部选派，赴澳大利亚悉尼大学学习，获英美文学硕士学位。归国后在国内率先用英语开设澳大利亚文学课程。1987年至1990年由学校公派，赴美国杨百翰大学学习，获高等教育管理学哲学博士学位。
1991年12月晋升教授。1993年9月至1995年5月任陕西省外国语师范专科学校副校长。1995年6月至1998年7月任西安外国语学院副院长。1998年7月至2005年3月任西安外国语学院院长。兼任教育部外语专业教学指导委员会委员、中国英语教学研究会副会长、中国翻译协会副会长、陕西省翻译协会会长、陕西省外国文学学会会长、陕西省学位委员会委员等职务。2005年4月退休。
2006年至2008年应邀在美国肯尼索州立大学教育学院执教。2008年开始担任西安外事学院副院长，兼任外国语学院、国际合作学院院长。2010年6月获聘为陕西榆林学院外语系兼职教授。
因病医治无效，于2019年11月20日4时20分在西安逝世，享年77岁。

## 主要作品
英文专著《中国高等教育：十年改革与发展1978-1988》，1992年在美国出版；将《尚书》翻译为英文，1993年由山东友谊书社出版；编著（副主编）《新世纪汉英大辞典》第二版、教材《跨文化交际学选读》、《西方文化名著选读》等。
代表性论文有《近二十年“中国英语”研究述评》、《复合型外语人才的培养及实践》等。

## 荣誉
1991年获得“陕西省优秀教师”荣誉称号。1992年开始享受国务院政府特殊津贴。1993年“陕西省有突出贡献专家”称号。1996年被评为“全国中青年有突出贡献专家”。1997年获评“全国有突出贡献留学回国人员”。在外访学期间，还获得日本铃鹿国际大学名誉教授头衔、美国杨百翰大学杰出校友奖、日本創價大學最高荣誉奖、澳大利亚悉尼大学校友会终身成就奖等荣誉。
2018年9月获得中国第四届“辞书事业终身成就奖”。